# Ольховатка (Нововодолажский район)
Ольхова́тка (укр. Вільхуватка) — село в Ватутинском сельском совете Нововодолажского района Харьковской области, Украина. Население по переписи 2001 года составляет 603 (277/326 м/ж) человека. До революции и до послевоенного времени носило название Карловка.

## Географическое положение
Село Ольховатка находится на правом, восточном берегу реки Ольховатка, недалеко от места впадения её в реку Мжа,
выше по течению примыкает село Щебетуны.
На расстоянии в 1 км находится село Ватутино.
Через село проходит автомобильная дорога М-18 (E 108).
Рядом проходит железная дорога, ближайшая станция Ордовка в 1-м км.
К селу примыкает лесной массив.

## История
- В 1940 году, перед ВОВ, в селе Ка́рловка были 237 дворов, колхоз, мост, два брода, сельсовет.[5]
- После 1943 года село, как и множество других Карловок, было переименовано в Ольховатку (так как Карл — немецкое имя).
- Село при СССР было подключено к Нововодолажской АТС (автоматическая телефонная станция).[6]
- В 1992 году в селе действовали автобаза № 64 (АТП 2063), больница, асфальтный завод.[6]

## Экономика
- Акционерное общество «Ольховатка».
- ООО, «Злак млин».

## Объекты социальной сферы
- Ольховатский фельдшерско-акушерский пункт.

## Известные уроженцы
- Краля, Тихон Архипович — Герой Советского Союза.